# Showtime Begins!
Showtime Begins! (en hangul, 지금부터 쇼타임!; romanización revisada, Jigeumbuteo Syotaim!) es una serie de televisión surcoreana transmitida desde el 23 de abril de 2022 a través de MBC TV.

## Sinopsis
La serie sigue al misterioso mago Cha Cha-woong y a Go Seul-hae, una oficial de la policía de sangre caliente que trabajan con fantasmas para resolver casos basados en pistas ocultas.

## Reparto

### Personajes principales
- Park Hae-jin como Cha Cha-woong, un carismático mago que tiene la habilidad de ver y manejar fantasmas.[5]
  - Seo Dong-hyun como Cha-woong de joven.
- Jin Ki-joo como Go Seul-hae, una apasionada y temperamental oficial de la policía con poderes sobrenaturales.[6][7]
  - Oh Ye-ju como Go Seul-hae de joven.[8]
- Jung Joon-ho como el general Choi Gum, un hombre que ha protegido a la familia de Cha Cha-woong de generación en generación.[9]

### Personajes secundarios

#### Personas cercanas a Cha-woong
- Jung Suk-yong como Nam Sang-geon, conocido como el señor Nam, es el supervisor más alto en "Magic Factory". Su verdadero nombre era Nam Sang-geon, antes de fallecer en un accidente automovilístico mientras entregaba paquetes. Era pobre pero quería mucho a su esposa e hija. Incluso después de su muerte, regresa a la fábrica de Cha Cha-woong como un fantasma para cuidar de su familia.[10]
- Ko Kyu-pil como Ma Dong-cheol, el encargado del poder y mago jefe, es un exgánster.[11]
- Park Seo-yeon como Kang Ah-reum, una joven a cargo de los equipos mecánicos y electrónicos.
- Kim Won-hae como Park Soo-moodang / Cha Sa-geum, un hombre que ha servido al dios general Choi Gum durante toda su vida.
- Cha Mi-kyung como Na Geum-ok, una colega de toda la vida de Cha Sa-geum.
- Jang Ha-eun como Cheon Ye-ji, la nieta de Na Geum-ok.

#### Policía
- Kim Jong-hoon como Seo Hee-soo, el líder del equipo de detectives de la policía, que tiene un amor no correspondido de mucho tiempo por Seul-hae.
- Jung Jae-sung como Seo Chang-ho, el padre de Seo Hee-soo.[12]
- Choi Moo-in como Min Hong-sik, el jefe de la estación de policía.
- Ahn Jung-kwon como Kim Il-kyung, un sargento sincero y confiable.
- Kim Hee-jae como Lee Yong-ryeol, un joven oficial y compañero de patrulla de Seul-hae.
- Yang Joo-ho como Byun Tae-sik, un detective.
- Choi Young-woo como An Shi-hoon, un joven detective.
- Kim Jong-hoon como Hee-su.

### Otros personajes
- Kim Jong-tae como Ko Young-sik.
- Ahn Chang-hwan como Tae-chun.[13]
- Ha Sung-kwang como Hoe Do.
- Ahn Joong-kwon como Kim Il-kyung.
- Jung Young-joo como Yoon Min-sook.

### Apariciones especiales
- Shin Hyun-joon.
- Park Seul-gi como la presentadora de un programa de información de entretenimiento.[14]
- Choi Sung-won como Min-soo.[15]

## Episodios
La serie conformada por dieciséis episodios fue estrenada a través de la MBC el 23 de abril de 2022, transmitiendo sus episodios todos los sábados y domingos a las 21:00 huso horario de Corea (KST).

### Índice de audiencia
| Episodio | Fecha de emisión    | Participación promedio de audiencia | Participación promedio de audiencia | Participación promedio de audiencia |
| Episodio | Fecha de emisión    | Nielsen Korea                       | Nielsen Korea                       | TNmS                                |
| Episodio | Fecha de emisión    | Nacional                            | Seúl                                | Nacional                            |
| -------- | ------------------- | ----------------------------------- | ----------------------------------- | ----------------------------------- |
| 1        | 23 de abril de 2022 | 2.8% (29th)                         | N/A                                 | N/A                                 |
| 2        | 24 de abril de 2022 | 3.6% (23rd)                         | N/A                                 | N/A                                 |
| 3        | 2022                |                                     |                                     |                                     |
| 4        | 2022                |                                     |                                     |                                     |
| 5        | 2022                |                                     |                                     |                                     |
| 6        | 2022                |                                     |                                     |                                     |
| 7        | 2022                |                                     |                                     |                                     |
| 8        | 2022                |                                     |                                     |                                     |
| 9        | 2022                |                                     |                                     |                                     |
| 10       | 2022                |                                     |                                     |                                     |
| 11       | 2022                |                                     |                                     |                                     |
| 12       | 2022                |                                     |                                     |                                     |
| 13       | 2022                |                                     |                                     |                                     |
| 14       | 2022                |                                     |                                     |                                     |
| 15       | 2022                |                                     |                                     |                                     |
| 16       | 2022                |                                     |                                     |                                     |
| Promedio | Promedio            | —                                   | —                                   | —                                   |

## Banda sonora
El OST de la serie está conformado por las siguientes canciones:

### Parte 1
| No. | Intérprete | Canción              | Letra                                                                               | Música                        | Duración |
| --- | ---------- | -------------------- | ----------------------------------------------------------------------------------- | ----------------------------- | -------- |
| 1   | Soyeon     | "Freak Show"         | Zozo (de ELDORADO), Park Bo-jeong, Heo Jeong-eun, Yoon Kyung, Audi Mok y Tysha Tiar | Zaydro, Audi Mok y Tysha Tiar | 3:34     |
| 2   |            | "Freak Show" (Inst.) | -                                                                                   | -                             | 3:34     |

### Parte 2
| No. | Intérprete | Canción                 | Letra | Música | Duración |
| --- | ---------- | ----------------------- | ----- | ------ | -------- |
| 1   | Ahn Da-eun | "I'll Be There"         | RGBY  | RGBY   | 4:33     |
| 2   |            | "I'll Be There" (Inst.) | -     | -      | 4:33     |

## Producción
La serie fue creada por Hong Seok-woo de la MBC Drama Division.
La empresa productora Samhwa Networks firmó un contrato de suministro con PCCW, Vuclip en Singapur para vender licencias de derechos de transmisión en todo el mundo el 27 de septiembre de 2021 por diez años.
La serie presenta obras de arte del actor Park Ki-woong.
La lectura del guion de la serie se llevó a cabo el 6 de octubre de 2021 en el edificio de la MBC en Sangam, Mapo-gu, Seúl y el 18 de febrero de 2022, se publicaron las fotos. Mientras que la filmación comenzó el 14 de octubre.

### Distribución internacional
La serie se venderá por adelantado a servicios de medios OTT en más de 190 países.

### Recepción
El 26 de abril de 2022, Good Data Corporation compartió su nueva clasificación de los dramas y miembros del elenco que generaron más revuelo durante la semana. Las listas se compilaron a partir del análisis de artículos de noticias, publicaciones de blogs, comunidades en línea, videos y publicaciones en redes sociales sobre los dramas que están actualmente al aire o que saldrán al aire próximamente. La serie obtuvo el puesto número 8 en la lista de dramas, más comentados de la semana.